# St. Cosmas und Damian (Untergrombach)

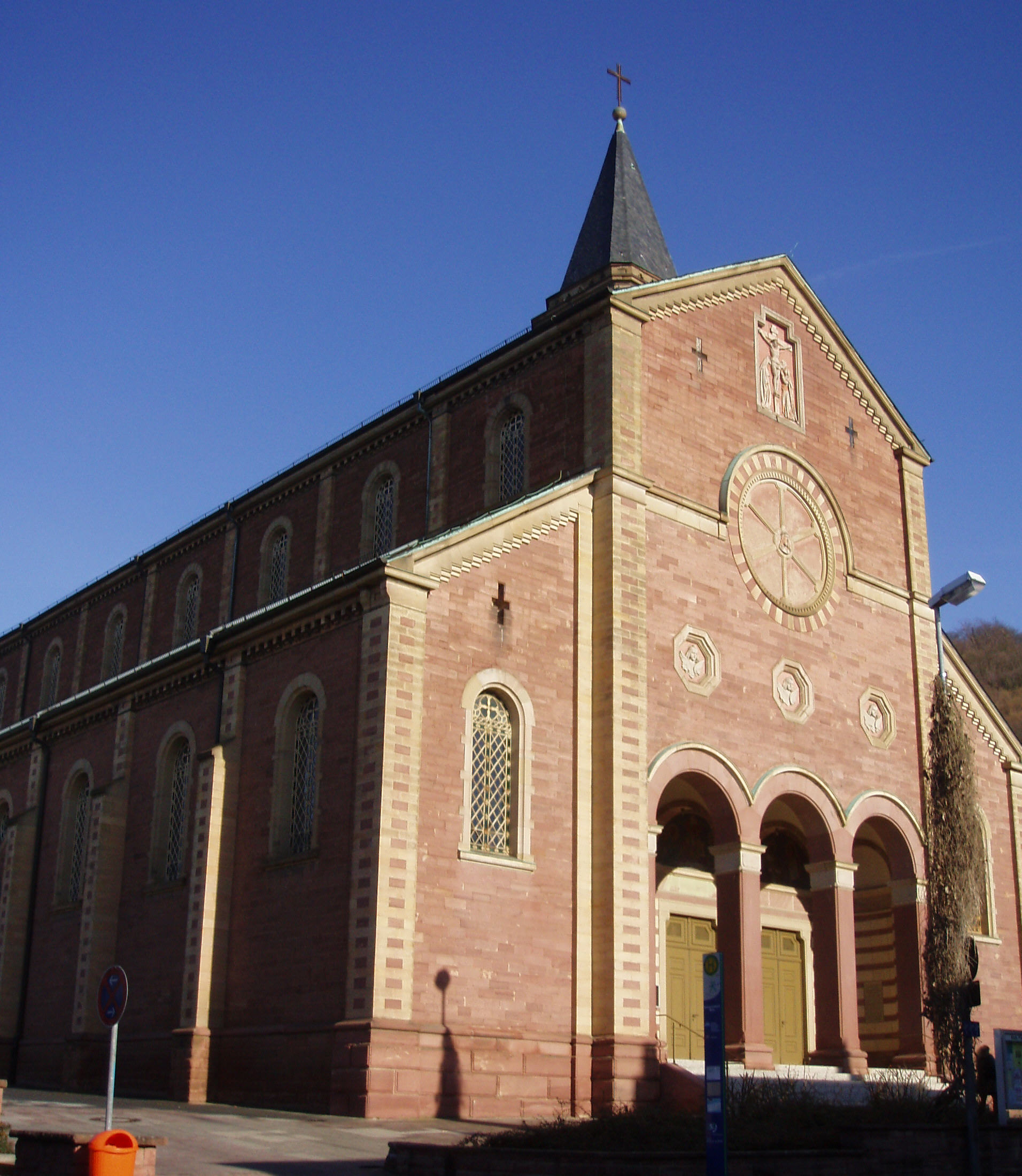
St. Cosmas und Damian in Untergrombach

Die römisch-katholische Pfarrkirche St. Cosmas und Damian steht in Untergrombach, einem Stadtteil von Bruchsal im Landkreis Karlsruhe in Baden-Württemberg. Das Bauwerk ist beim Landesamt für Denkmalpflege Baden-Württemberg als Baudenkmal eingetragen. Die Kirchengemeinde gehört zum Dekanat Bruchsal des Erzbistums Freiburg.

## Beschreibung
Die Basilika im Rundbogenstil wurde 1864–67 nach einem Entwurf von Heinrich Hübsch erbaut. Das Langhaus besteht aus einem Mittelschiff und zwei Seitenschiffen mit sieben Jochen. Die Seitenschiffe werden von Strebepfeilern gestützt. Der dreiseitig geschlossene Chor steht im Norden des Mittelschiffs, der Kirchturm an der Ostwand des Langhauses. In seinem Glockenstuhl hängen sechs Kirchenglocken. Die Fassade im Süden, die im Bereich des Mittelschiff als Risalit vorspringt, öffnet sich mit Arkaden zu einem Vorraum, von dem das Portal abgeht. 
Zur Kirchenausstattung gehören ein 1760/70 gebauter Hochaltar und eine um 1520 gebaute Kanzel, die aus der Vorgängerkirche übernommen wurde. Die Statuen des Johannes Nepomuk und des heiligen Franziskus der Seitenaltäre stammen von Joachim Günther. Eine große Pietà schuf 1921 Emil Sutor.